# Mohsen Faraji
Mohsen Faraji (* 21. Februar 1980) ist ein ehemaliger iranischer Fußballspieler.

## Karriere
Faraji kam 2005 vom Bargh Jadid Shiraz FC nach Österreich zum Bundesligisten VfB Admira Wacker Mödling. Zunächst debütierte er im August 2005 für die Amateure der Admira in der Regionalliga, als er am vierten Spieltag der Saison 2005/06 gegen die SV Donau Wien in der 52. Minute für René Messinger eingewechselt wurde.
Im September 2005 absolvierte er schließlich sein erstes Spiel in der Bundesliga, als er am neunten Spieltag jener Saison gegen den SK Rapid Wien in der Startelf stand und in der 64. Minute durch Daniel Wolf ersetzt wurde. Im selben Monat erzielte er bei einer 2:1-Niederlage gegen den FK Austria Wien seinen ersten Treffer in der Bundesliga.
Im April 2006, am 32. Spieltag, stand Faraji gegen den FC Wacker Tirol nicht im Kader und verfolgte das Spiel von der Tribüne aus. Nach Spielende lief er aufs Spielfeld und fügte Tirol-Spieler Andreas Hölzl durch einen Tritt eine Ellbogenprellung zu. Daraufhin wurde Faraji von der Bundesliga für 20 Spiele gesperrt. Dies war erst die zweite Sperre in der Bundesliga über 20 Spiele, lediglich Friedrich Hieß wurde 1976 nach einem Faustschlag ebenso lange gesperrt.
Ohne Faraji stieg die Admira zu Saisonende aus der Bundesliga ab. Nach dem Ablauf der Sperre absolvierte er noch acht Spiele für den Verein in der zweiten Liga. Nachdem der Admira nach der Saison 2006/07 die Lizenz entzogen worden war, verließ er den Verein.